# Dornbirn (district)
Het politieke district Bezirk Dornbirn in de Oostenrijkse deelstaat Vorarlberg bestaat uit twee steden en één gemeente.

## Onderverdeling
Steden
1. Dornbirn (44.809)
2. Hohenems (14.611)

Marktgemeinden
1. Lustenau (20.806)

Gemeinden

geen